# Model 01
Model 01 – album grupy T.Love wydany w 2001 roku. Na płycie gościnnie wystąpili Kayah, Aga Morawska, Kazik Staszewski, Andrzej Smolik i Fisz. Album okazał się mniej rockowy od poprzednich płyt, bardziej zbliżony do estetyki popowej lub ewentualnie reggae. Z Modelu 01 pochodzi wiele przebojów – „Jazda”, „Toksyczni czarodzieje”, „Ajrisz” i największy - „Nie, nie, nie”.
Nagrania dotarły do 2. miejsca listy OLiS.
W 2002 album uzyskał certyfikat złotej płyty za sprzedaż ponad 35 000 egzemplarzy.

## Lista utworów
1. „Pank is ded?” – 4:52 (na stronie www.t-love.pl: „Punk is ded?”)
2. „Nie umieraj” – 2:45
3. „Jazda” – 4:23
4. „Ich weiss” – 3:40 (na okładce płyty: „Ich weiß”)
5. „Zły wtorek” – 3:35
6. „Softkariera” – 3:43
7. „Rewelacja” – 3:13
8. „Toksyczni czarodzieje” – 3:53
9. „Model 01” – 3:26
10. „Ajrisz” – 3:18
11. „Potejto” – 2:50
12. „Ty i tylko ty” – 2:53
13. „Moje pieniądze” – 3:55
14. „Metropolis” – 3:56
15. „Nie, nie, nie” – 3:58

## Skład
- Muniek Staszczyk – śpiew
- Jacek Perkowski – gitara
- Maciej Majchrzak – gitara, instrumenty klawiszowe
- Paweł Nazimek – gitara basowa
- Jarosław Polak – perkusja

oraz gościnnie
- Bartosz Waglewski
- Kayah
- Kazik Staszewski
- Aga Morawska
- Andrzej Smolik
- Aleksandra Machera